# 駝背左鮃
駝背左鮃為輻鰭魚綱鰈形目鰈亞目鮃科的其中一種，為深海魚類，分布於中西太平洋菲律賓民答那峨島北部海域，棲息深度216-333公尺，體長可達14.9公分，棲息在底層水域，以底棲生物為食，生活習性不明。